# Наундоджи
Дабайин Мин (бирм. ဒီပဲယင်းမင်), широко известный как Наундоджи (бирм. နောင်တော်ကြီး); 10 августа 1734 — 28 ноября 1763) — второй король Бирмы (Мьянмы) из династии Конбаун с 1760 по 1763 год. Участник военных кампаний своего отца Алаунгпая по воссоединению Бирмы. Став королем, он провел большую часть своего короткого правления, подавляя многочисленные восстания по всему недавно основанному королевству от Авы (Инва) и Тунгу (Таунгу) до Мартабана (Моттама) и Чиангмая. Король внезапно умер менее чем через год после того, как он успешно подавил восстания. Ему наследовал его младший брат Схинбьюшин.

## Ранняя жизнь
Наундоджи родился как Маун Лаук (бирм. မောင်လောက်) 10 августа 1736 года в небольшой деревне Моксобо, примерно в 60 милях к северо-западу от Авы (Инва). Старший сын У Аун Зея (1714—1760), будущего первого короля Бирмы из династии Конбаун под именем Алаунгпая (1752—1760). В 1736 году его отец стал начальником Моксобо, а также заместителем начальника долины реки Му, их родного региона.
Лаук вырос в период, когда королевская власть короля в Аве в значительной степени рассеялась по всему королевству. Он беспомощно наблюдал, как манипури год за годом грабят его родной край, и не мог понять, почему король не может предотвратить эти повторные набеги . Их чувство беспомощности только усилилось в 1740 году, когда Моны Нижней Бирмы откололись и основали восстановленное Королевство Хантавади с центром в Пегу (Баго). В подростковом возрасте Лаук и его товарищи из Верхней Бирмы наблюдали, как Пегу все больше выигрывает войну против Авы.

## Наследник и командир
К тому времени, когда войска Пегу захватили Аву в марте 1752 года, его отец убедил жителей долины реки Му присоединиться к его усилиям по сопротивлению, провозгласил себя королем в королевском стиле Алаунгпая и основал династию Конбаун. Как старший сын, Наундоджи был назначен очевидным наследником, хотя их самозваное «королевство» состояло всего из 46 деревень в долине реки Му.
Когда ему было всего 17 лет, Наундоджи сражался вместе с лучшими командирами своего отца против вторгшихся сил Пегу. Хотя и не столь талантливый, как его младший брат Схинбьюшин, на два года младше его, Наундоджи оказался видным военачальником, возглавляя армии в военных кампаниях Конбауна, которые победили восстановленное Королевство Хантавади в 1757 году.
Он остался управлять королевством от имени своего отца во время более поздних кампаний Алаунпхая против Манипура в 1758 году и Сиама (1759—1760). Его отец умер от внезапной болезни во время Сиамской кампании в мае 1760 года.

## Кризис преемственности
Как очевидный наследник, Наундоджи должен был стать преемником Алаунпхая, который объявил, что все его шесть сыновей от первой жены станут королями в порядке старшинства. И все же преемственность не была гладкой. Во всей бирманской монархии преемственность обычно ассоциировалась с восстаниями вассальных королей и губернаторов, переворотами или кровавыми чистками. Восшествие на престол Наундоджи не было исключением.
Первая угроза его власти исходила от старшего младшего брата Схинбьюшина, который искал поддержки армии в своих попытках захватить королевский трон. Схинбьюшин не получил поддержки, но Наундоджи простил младшего брата по заступничеству королевы-матери. Наундоджи был коронован 26 июля 1760 года в Сагаинге и вступил на Павлиний трон в Шуэбо 9 февраля 1761 года с именем правления Шри Павара Маха Дхармараджа (бирм. သိရီပဝရဓမ္မရာဇာ). По желанию своего покойного отца Алаунхпая, Схинбьюшин был сделан очевидным наследником трона.

## Восстания
За время своего короткого правления Наундоджи столкнулся с многочисленными восстаниями: одно из них было совершено генералом Минхаунгом Наврахтом (1761), два отдельных вассальных государства Таунгу (1761—1762) и Ланнатай (1761—1763). Другое вассальное государство Манипур также подверглось нападению мятежников манипури в 1763 году.

### Ава
Наундоджи простил Схинбьюшина, возможно, потому, что тот был больше озабочен возможным восстанием армии. Он вызвал недоверие среди армейского командования, потому что казнил двух генералов, которые ему не нравились, как только стал королем. Один из самых доверенных генералов его отца Минхаунг Наврахта (1714—1760), с которым новый монарх Наундоджи никогда не ладил, решил поднять восстание, когда его вызвали к новому королю. Бирманский генерал, пользовавшийся глубоким уважением среди солдат, и его последователи (12 000 человек) захватили Аву 25 июня 1760 года . Наундоджи потребовалось более пяти месяцев, чтобы вернуть город в начале декабря. Генерал был убит мушкетным выстрелом, когда бежал из города. Наундоджи был потрясен этой трагедией и глубоко раскаивался в смерти одного из братьев своего отца по оружию.

### Таунгу
Но худшее было еще впереди. В следующем году восстали два вассальных государства — Таунгу и Ланнатай. Манипур, еще одно вассальное государство, подверглось нападению мятежников. Лидером восстания Таунгу был не кто иной, как дядя Наундоджи, Тадо Тейнхату, губернатор Таунгу, который вместе с несколькими старшими армейскими командирами решил бросить вызов своему племяннику. Восстание Таунгу было главным образом протестом против обращения короля с генералом Минхаунгом Наурахтой. Теперь Наундоджи со своей армией двинулся к Таунгу и осадил город. (Схинбьюшин ничем не помог брату.) Город сдался только в январе 1762 года. Утомленный развитием событий, Наундоджи помиловал своего дядю и его командиров (среди помилованных офицеров были такие, как Баламиндин, которые должны были возглавить армию в будущих войнах).

### Ланнатай и Мартабан
В то время как Наундоджи осаждал Таунгу, вассальный король государства Ланнатай в Чиангмае, был свергнут. (Южный Ланнатай был возвращен под контроль Бирмы только в 1757 году. До этого долина Пинг в южной части Ланнатая была охвачена восстанием с 1725 года). Лидер восстания Чао Хихут немедленно приступил к оборонительным приготовлениям, а также к осуществлению упреждающей наступательной стратегии. Хихут позволил Талабану, главному генералу Хантавади, который был в бегах, использовать Чиангмай в качестве своей базы, чтобы собрать армию для начала атаки. В конце 1761 года Талабан и его армия вошли в Мартабан (Моттама), и на некоторое время, казалось, отвлечь армию Наундоджи в Таунгу. Но армия Талабана не смогла заручиться большей поддержкой среди монского населения в Нижней Бирме и была отброшена назад. Талабан отступил в джунгли между реками Салуин (Танлвин) и Моэй (современные штаты Мон и Карен), сведенный к ведению партизанской войны.
После того, как Таунгу был взят, король Наундоджи отправил 8-тысячную армию в Чиангмай. Бирманская армия захватила Чиангмай в начале 1763 года и двинулась прямо к китайской границе, демонстрируя бирманский контроль над всем регионом.
К тому времени Талабан тоже был захвачен. Семья Талабана была схвачена солдатами. Талабан вышел из укрытия и предложил свою жизнь в обмен на свою семью. Пораженный рыцарством, Наундоджи отпустил их всех и принял Талабана к себе на службу.

### Манипур
К началу 1763 года Наундоджи подавил все восстания. Без его ведома Манипур должен был стать следующей проблемной зоной. В апреле 1763 года король Манипури, изгнанный Алаунпхаей в 1758 году, попытался вторгнуться в свое бывшее королевство с армией, которая также включала небольшой отряд войск Британской Ост-Индской компании. Он получил поддержку компании в сентябре 1762 года. Но вторгшаяся армия так и не добралась до Манипура, так как застряла на своем пути в Качаре. Английский отряд был не готов к маршу по ужасной местности.

## Англо-бирманские отношения
Англо-бирманские отношения оставались весьма прохладными. В то время как Наундоджи осаждал Аву, в сентябре 1760 года он принял посланника Английской Ост-Индской компании капитана Уолтера Алвеса, чья миссия состояла в том, чтобы потребовать репараций за разграбление бирманцами английской колонии в Неграйсе в октябре 1759 года. Король Бирмы отказался рассматривать это требование, но согласился освободить английских пленных. Он попросил возобновить торговлю, поскольку остро нуждался в боеприпасах. Англичане, все еще пребывавшие в состоянии Семилетней войны, не считали бирманскую торговлю достаточно выгодной, чтобы возобновить её.
Вместо этого англичане заключили соглашение с беглым королем Манипура о предоставлении военной помощи в обмен на землю и торговые привилегии. 4 сентября 1762 года компания подписала соглашение о предоставлении контингента войск для изгнания бирманцев из Манипура. Взамен мятежники Манипури обещали уступить в бессрочное пользование свободную от арендной платы землю в подходящем месте в Манипуре для установки фактории и форта, а также предоставить все возможности для развития торговли с Китаем. Манипури не только согласились оплатить расходы английских войск, но и пообещали возместить потери, понесенные англичанами в Неграйсе.
В то время как их первая попытка вторгнуться в Манипур в 1763 году была оставлена, сопротивление манипурцев оставалось активным с английской помощью (Они временно изгнали бирманского вассального короля в 1764 году, а затем были изгнаны обратно Схинбьюшином.)

## Смерть и преемственность
Бирманский король Наундоджи скончался в ноябре 1763 года. Ему было всего 29 лет. По словам историка Хелен Джеймс, он умер от золотухи, той же болезни, что поразила его отца и забрала бы также его брата Схинбьюшина. Наконец-то освободившись от мятежей, король потратил последние несколько месяцев на достойные работы, построив две пагоды на озере Махананда близ Шуэбо. Ему наследовал его брат Схинбьюшин. У него было пять сыновей и две дочери.